# نوراشين (آراغاتسوتن)
مدينة نوراشين (بالإنجليزية: Norashen)‏ هي إحدى المدن التابعة لمقاطعة آراغاتسوتن في أرمينيا. يقدر عدد سكانها بـ 1166 نسمة حسب الإحصاء الذي جرى عام 2011.